# Maxime Barthelmé
Maxime Barthelmé (Sartrouville, 8 de setembro de 1988) é um futebolista profissional francês que atua como meia.

## Carreira
Maxime Barthelmé começou a carreira no RC Paris.